# Валявська сільська рада (Городищенський район)
Валя́вська сільська́ ра́да — адміністративно-територіальна одиниця та орган місцевого самоврядування в Городищенському районі Черкаської області. Адміністративний центр — село Валява.

## Загальні відомості
- Населення ради: 2 641 особа (станом на 2001 рік)

## Населені пункти
Сільській раді були підпорядковані населені пункти:
- с. Валява

## Склад ради
Рада складалася з 20 депутатів та голови.
- Голова ради: Лищенко Людмила Олександрівна
- Секретар ради: Гаркуша Інна  Леонідівна

### Керівний склад попередніх скликань
| Прізвище, ім'я, по батькові    | Основні відомості                                                             | Дата обрання | Дата звільнення |
| ------------------------------ | ----------------------------------------------------------------------------- | ------------ | --------------- |
| Курінний Олександр Олексійович | Сільський голова, 1965 року народження, безпартійний                          | 26.03.2006   | 31.10.2010      |
| Остапенко Микола Матвійович    | Сільський голова, 1957 року народження, освіта незакінчена вища, безпартійний | 31.10.2010   | 25.10.2015      |

Примітка: таблиця складена за даними сайту Верховної Ради України

### Депутати
За результатами місцевих виборів 2010 року депутатами ради стали:

#### За суб'єктами висування
| Суб'єкт висування           | Кількість обраних депутатів | %  |
| --------------------------- | --------------------------- | -- |
| Партія регіонів             | 10                          | 50 |
| Самовисування               | 9                           | 45 |
| Комуністична партія України | 1                           | 5  |

#### За округами
| № округу                    | Прізвище, ім'я, по батькові     | Дата визнання обраним | Освіта  | Партійна приналежність | Відомості про обраного депутата                                |
| --------------------------- | ------------------------------- | --------------------- | ------- | ---------------------- | -------------------------------------------------------------- |
| Комуністична партія України |                                 |                       |         |                        |                                                                |
| 2                           | Остапенко Софія Петрівна        | 08.11.2010            | середня | позапартійна           | пенсіонер                                                      |
| Партія регіонів             |                                 |                       |         |                        |                                                                |
| 3                           | Братко Юлія Миколаївна          | 08.11.2010            | вища    | позапартійна           | Валявська сільська рада, головний бухгалтер                    |
| 5                           | Жежер Алла Олексіївна           | 08.11.2010            | вища    | позапартійна           | Валявська загальноосвітня школа I-III ст., вчитель             |
| 6                           | Діхтяр Руслан Петрович          | 08.11.2010            | середня | позапартійний          | Городищенський УЄТ, слюсар                                     |
| 7                           | Кривич Світлана Василівна       | 08.11.2010            | середня | позапартійна           | тимчасово не працює                                            |
| 8                           | Махиня Микола Іванович          | 08.11.2010            | вища    | позапартійний          | МТФ ЗАТ НВФ «Урожай», завмашинним двором                       |
| 10                          | Зубченко Олександр Павлович     | 08.11.2010            | вища    | позапартійний          | Городищенське лісництво, майстер лісу                          |
| 12                          | Бернацький Володимир Степанович | 08.11.2010            | середня | позапартійний          | ЗАТ НВФ «Урожай», інженер будівельник                          |
| 14                          | Рак Світлана Петрівна           | 08.11.2010            | середня | позапартійна           | Валявська загальноосвітня школа I-III ст., секретар            |
| 16                          | Костіна Ольга Володимирівна     | 08.11.2010            | вища    | позапартійна           | Валявська загальноосвітня школа I-III ст., директор            |
| 17                          | Деревянко Сергій Валентинович   | 08.11.2010            | середня | позапартійний          | приватний підприємець                                          |
| Самовисування               |                                 |                       |         |                        |                                                                |
| 1                           | Тамаєва Ярослава Сергіївна      | 08.11.2010            | вища    | позапартійна           | ВАТ «Ощадбанк» Валявська філія, касир-контролер                |
| 4                           | Черняк Оксана Леонідівна        | 08.11.2010            | вища    | позапартійна           | Валявська загальноосвітня школа I-III ст., вчитель             |
| 9                           | Іщенко Інна Михайлівна          | 08.11.2010            | середня | позапартійна           | приватний підприємець                                          |
| 11                          | Криворучко Ніна Федорівна       | 08.11.2010            | середня | позапартійна           | тимчасово не працює                                            |
| 13                          | Лищенко Ольга Вікторівна        | 08.11.2010            | вища    | позапартійна           | Валявська дільнична лікарня, бухгалтер                         |
| 15                          | Куліш Валентин Вікторович       | 08.11.2010            | середня | позапартійний          | ПП «Агросвіт Валява», електрозварник                           |
| 18                          | Свіренко Володимир Михайлович   | 08.11.2010            | середня | позапартійний          | Валявська сільська рада, інтруктор по спорту                   |
| 19                          | Нечипоренко Наталія Валеріївна  | 08.11.2010            | середня | позапартійна           | тимчасово не працює                                            |
| 20                          | Крицька Лідія Григорівна        | 08.11.2010            | середня | позапартійна           | Шевченківське відділення Одеської залізниці, прийомоздавальник |